# Сан-Нікола-да-Крисса
Сан-Нікола-да-Крисса (італ. San Nicola da Crissa, сиц. Santu Nicola) — муніципалітет в Італії, у регіоні Калабрія, провінція Вібо-Валентія.
Сан-Нікола-да-Крисса розташований на відстані близько 490 км на південний схід від Рима, 38 км на південний захід від Катандзаро, 18 км на схід від Вібо-Валентії.
Населення — 1357 осіб (2014).
Щорічний фестиваль відбувається 6 грудня. Покровитель — святий Миколай.

## Демографія
Населення за роками:

Станом на 1 січня 2023 року в муніципалітеті офіційно проживало 26 іноземців з 7 країн, серед них 22 громадяни країн Євросоюзу та 1 громадянин України.

## Сусідні муніципалітети
- Капістрано
- Філогазо
- Торре-ді-Руджеро
- Валлелонга